# Перекальский, Степан Николаевич
Степа́н Никола́евич Перека́льский (8 [20] декабря 1898, с. Осино-Гай, Тамбовская губерния — 8 февраля 1943, Курск) — советский офицер, командир 322-й стрелковой дивизии (Воронежский фронт) в Великой Отечественной войне, Герой Советского Союза (28.04.1943, посмертно). Полковник (1943).

## Молодость, гражданская война
Родился 8 (20) декабря 1898 года в селе Осино-Гай (или Осиновые Гаи, ныне — село Гавриловского района Тамбовской области). По национальности русский. В 1912 году окончил 4 класса сельской школы. В 1912—1914 годах работал в хлебной конторе Федотова в Тамбове, в 1914—1915 годах — рабочим Московского почтамта, в 1915—1917 годах — рабочим Тамбовского мыловаренного завода.
Призван в Русскую императорскую армию в январе 1917 года. Служил рядовым в Волынском лейб-гвардии полку в Петрограде. 
В ноябре 1917 года покинул полк и вступил красногвардейцем в 1-й сводный Петроградский отряд Красной Гвардии. В составе отряда принимал участие в боях на Украине против отрядов Украинской Центральной Рады. Член РКП(б) с 1918 года. 
В феврале 1918 года одним из первых вступил добровольцем в Красную Армию и назначен агитатором-организатором Всероссийской комиссии по организации Рабоче-крестьянской Красной армии. В мае-июле 1918 года — комиссар штаба обороны Поворинского района на Южном фронте; участвовал в боях с Донской армией П. Н. Краснова. Затем был командиром Тамбовского сводного отряда и одновременно в августе-сентябре 1918 года занимал должность военного коменданта Тамбова. В июне 1918 года во главе отряда выезжал на Восточный фронт для подавления мятежа Чехословацкого корпуса. В сентябре 1918 года — феврале 1919 года — заведующего отделом вооружения Тамбовского губернского военкомата. В феврале-апреле 1919 года — комиссар пехотных курсов сотенных командиров. 
В апреле 1919 года был зачислен курсантом на 1-е Московские пехотные курсы, но в связи с резким ухудшением обстановки на Южном фронте из-за начавшегося наступления Добровольческой армии генерала А. И. Деникина на Москву курсы были отправлены на Южный фронт. Там Степан Перекальский был зачислен красноармейцем в 105-й Богучарский полк и принимал участие в боевых действиях до ноября 1919 года. С ноября 1919 года — командир 193-го отдельного стрелкового батальона в Москве. В мае 1920 года вновь направлен на учёбу, и в ноябре 1920 года окончил Московскую высшую тактическо-стрелковую школу (будущие курсы «Выстрел»). 

## Межвоенные годы
В 1920—1923 годы — начальник и комиссар пулемётных курсов Высшей тактическо-стрелковой школы «Выстрел». В 1923 году окончил 2 курса вечернего рабфака при Московском высшем техническом училище.
С сентября 1923 года — командир 10-го отдельного конвойного батальона Закавказской ЧК (Тифлис), с мая 1925 года — помощник командира 1-го Московского конвойного полка по строевой части. В сентябре 1926 года уволен в запас.
Жил в Москве. С 1926 года по 1931 год занимал должности доверенного, заведующего отделом сбыта, заведующего отделом индустрии и мукомольной промышленности Хлебоцентра. С мая 1932 года — заместитель директора, затем директор Всесоюзного отраслевого мукомольно-крупяного объединения. В феврале-октябре 1934 года работал директором Стройтреста Наркомата пищевой промышленности СССР. С октября 1934 года занимал пост начальника Главного Управления мукомольной промышленности Наркомпищепрома СССР. С июля 1939 года — начальник Управления мукомольной промышленности в наркомате заготовок РСФСР.
В сентябре 1939 года вторично призван в Красную Армию. Был назначен на должность помощника командира 637-го стрелкового полка по строевой части 140-й стрелковой дивизии, в котором в составе 6-й армии Украинского фронта в том же сентябре принимал участие в походе РККА в Западную Украину. В ноябре 1939 года вновь уволен в запас.
Вернулся на прежнюю должность, с июля 1940 года — начальник Управления мукомольной промышленности Наркомата земледелия РСФСР. 

## Великая Отечественная война
После начала Великой Отечественной войны, 19 июля 1941 года С. Н. Перекальский был в третий раз призван в армию. С июля по декабрь 1941 занимал должности начальника строевого отдела и начальника отдела укомплектования 34-й армии Резервного фронта. В начале августа с армией передан на Северо-Западный фронт, где принимал участие в контрударе под Старой Руссой, и в сентябре — в оборонительных боевых действиях на старорусском направлении.  
С 30 декабря 1941 года — командир 318-го стрелкового полка 241-й стрелковой дивизии 34-й армии, во главе которого участвовал в Демянской наступательной операции 1942 года. В период с 9 по 14 января 1942 года, руководя ударным батальоном, освободил от немцев 4 населённых пункта: Перерва, Трунёво, Красота и Кривая Клетка, при этом захватив многочисленные трофеи (5 орудий разных систем, 16 пулемётов, 36 велосипедов, 1 легковой автомобиль, 1 мотоцикл, 5 миномётов, 3 походных кухни, продовольственный склад, большое количество боеприпасов). При взятии деревни Перерва майор Перекальский вместе с 5-й ротой первым ворвался в неё, выбил оборонявшихся немцев из подвалов и сараев, захватив 27 пленных и уничтожив до 80 вражеских солдат. 26 января 1942 года в районе озера Селигер получил лёгкое ранение руки. За образцовое выполнение боевых заданий командования и проявленные при этом доблесть и мужество 31 января 1942 года награждён Орденом Красного Знамени. В мае 1942 года с дивизией был передан в 53-ю армию Северо-Западного фронта и занял с полком оборону в районе деревни Вотолино Калининской области. В июле был направлен на учёбу.
В ноябре 1942 года окончил ускоренный курс Высшей военной академии имени К. Е. Ворошилова, которая тогда действовала в эвакуации в Уфе. 
В ноябре-декабре 1942 года — заместитель командира 172-й стрелковой дивизии, завершавшей формирование в составе Московской зоны обороны и вскоре переданной в 6-ю армию Воронежского фронта. С 19 декабря 1942 года по февраль 1943 года — заместитель командира 232-й стрелковой дивизии 60-й армии этого фронта. Принимал участие в Воронежско-Касторненской наступательной операции. В бою 26 января 1943 года был ранен, но остался в строю.
5 февраля 1943 года вступил в должность командира 322-й стрелковой дивизии 60-й армии Воронежского фронта. В ходе Харьковской наступательной операции (1943) его дивизия успешно наступала по территории Курской области, освободив от немецко-фашистских захватчиков 76 населенных пунктов. Ей удалось отрезать пути отхода немецких войск из района Щигры на Курск. После стремительного броска сквозь немецкие тылы и отходящие части 7 февраля 1943 года 322-я стрелковая дивизия совместно с 79-й танковой бригадой и 248-й стрелковой бригадой с боями прорвалась к восточным и северо-восточным окраинам Курска. Не прекращая активного боя и с наступлением ночи, в ночь на 8 февраля дивизия Перекальского первой ворвалась в город Курск и за сутки упорного штурма совместно с другими подоспевшими частями полностью очистила его от немцев. Весь день командир дивизии находился в гуще боя. Во второй половине дня 8 февраля 1943 года, поднимая в атаку бойцов учебного пулемётного батальона 1089-го стрелкового полка, на улице Ямская гора города Курска (в настоящее время носящей его имя) подполковник Перекальский был смертельно ранен и умер в медпункте, располагавшемся на этой же улице в доме № 36.
За период наступления дивизия под его командованием уничтожила свыше 1000 солдат и офицеров противника, захватила 1081 пленного, 39 артиллерийских орудий, 137 миномётов и много иного вооружения и военного имущества.
12 февраля 1943 года (по другим данным, 14 февраля 1943 года) командиру 322-й стрелковой дивизии С. Н. Перекальскому посмертно было присвоено звание полковника.
28 апреля 1943 года указом Президиума Верховного Совета СССР подполковнику Степану Николаевичу Перекальскому присвоено звание Героя Советского Союза.
С. Н. Перекальский был 12 февраля 1943 года в присутствии почти 10 000 жителей Курска и войск похоронен на центральной аллее в Парке пионеров по улице Ямская Гора (ныне Детский парк). В 1948 году его прах был перенесён на Никитское кладбище города Курска. В 1966 году на его могиле установлен мраморный бюст.

## Награды
- Герой Советского Союза (28 апреля 1943, посмертно),
- орден Ленина (28 апреля 1943, посмертно),
- Орден Красного Знамени (31 января 1942 года)[10].

## Воспоминания современников
«Штурм города начался в ночь на 8 февраля. С первых минут сражение приобрело весьма яростный характер. Однако полки 322-й совместно с 248 курсантской стрелковой бригадой ворвались к утру в город и начали блокировать один опорный пункт немцев за другим, нарушая огневую связь между ними и уничтожая их поодиночке. Гитлеровцы в свой черёд цеплялись до последнего за каждую улицу и группу зданий, маневрируя силами и наносили неожиданные удары по флангам наступающих. Боевые действия шли с переменным успехом на множестве участков, на которые распалась вражеская оборона. Но Перекальский, хорошо разбиравшийся в этой сумятице, спешил всякий раз туда, где чаша весов начинала склоняться в пользу неприятеля, находил уязвимые места в его укреплениях и наносил затем неотразимый удар.

Он дважды был уже ранен, но не выходил из боя, считая, что не вправе покинуть свой пост, пока держится на ногах. Его храбрость и воля, командирское мастерство и личный пример во многом способствовали тому, что полки 322-й дивизии к середине 8 февраля очистили от неприятеля северо-восточную и восточную часть Курска и отбили железнодорожный вокзал. К вечеру город был захвачен полностью. Разбитый противник в беспорядке оставлял Курск. Однако Перекальский уже не мог видеть этого: вражеская пуля оборвала жизнь комдива…

Так погиб, встретив смерть лицом к лицу, Степан Николаевич Перекальский. За умелое руководство дивизией в этом бою и высокую личную храбрость ему было посмертно присвоено звание Героя Советского Союза».
— Герой Советского Союза  генерал армии  Лащенко П. Н. Из боя — в бой. — М.: Воениздат, 1972. С. 18.

## Память

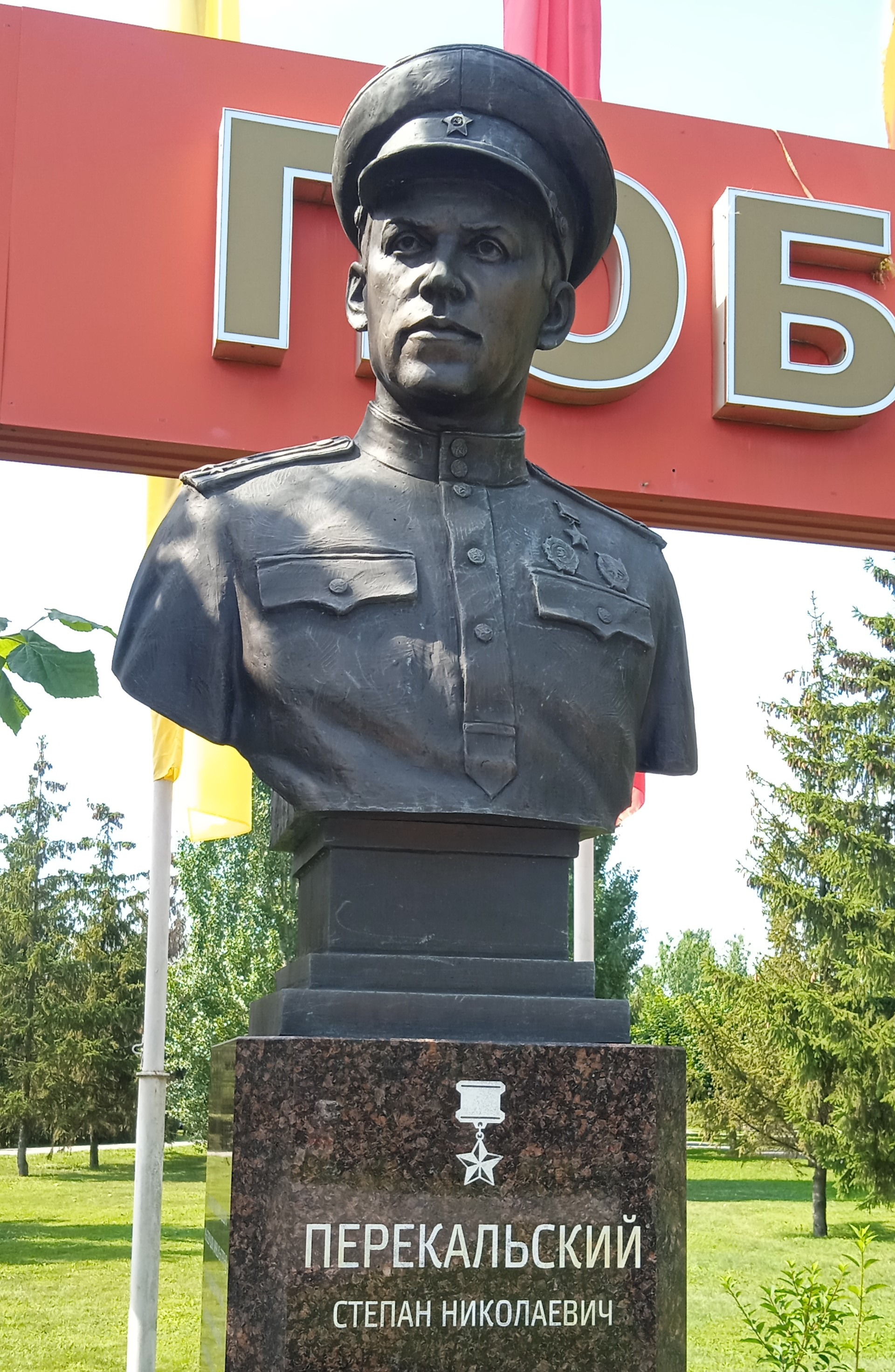
Бюст Степана Перекальского в Тамбове

- 15 марта 1943 года в честь Перекальского были переименованы улица (бывшая Ямская гора)[11] и площадь (бывшая Десято-Пятницкая)[12] в Центральном округе города Курска.
- На родине героя — в селе Осино-Гай Гавриловского района Тамбовской области — открыт музей имени Зои и Шуры Космодемьянских и С. Н. Перекальского, в котором собраны ценные материалы о жизни и боевом пути героев.
- В Парке Победы города Тамбова установлен бюст Героя[13].